# Libra (constelação)
Libra (cujo símbolo é ♎), a Balança, é uma constelação do zodíaco. O genitivo, usado para formar nomes de estrelas, é Librae.  
As constelações vizinhas, segundo a delineação contemporânea, são a Serpente, a Virgem, a Hidra, o Lobo, o Escorpião e o Serpentário.